# Мейтленд, Фредерик, 14-й граф Лодердейл
Фредерик Колин Мейтленд, 14-й граф Лодердейл (англ. Frederick Colin Maitland, 14th Earl of Lauderdale; 12 апреля 1868 — 14 сентября 1931) — шотландский пэр и землевладелец. Он носил титул учтивости — виконт Мейтленд с 1884 по 1924 год.

## Биография
Родился 12 апреля 1868 года. Старший сын подполковника Фредерика Генри Мейтленда, 13-го графа Лодердейла (1840—1924), и его первой жены Шарлотты Сары Слей (? — 1879), дочери подполковника Слея из 77-го пехотного полка.
Фредерик Мейтленд поступил на службу в Королевские шотландские фузилеры в 1886 году, переведен во 2-й драгунский полк в 1887 году и в Шотландскую гвардию в 1894 году, откуда он вышел в отставку в чине лейтенанта. После начала Второй англо-бурской войны в конце 1899 года он добровольно пошел на военную службу в Имперский йоменский полк в Южной Африке и был назначен адъютантом 20-го батальона в марте 1900 года. Он служил в Южной Африке в 1900—1901 годах, когда его упоминали в донесениях.
Rough Riders были созданы в июле 1901 года как 1-й имперский йоменри графства Лондон (Rough Riders) под командованием виконта Фредерика Мейтленда, произведенного в подполковники. Он также принимал активное участие в Первой мировой войне 1914—1918 годов, в которой был ранен. Он был назначен офицером Ордена Британской империи в 1919 году.
Член корпуса офицеров почётного эскорта и прапорщик королевской роты лучников.
1 сентября 1924 года после смерти своего отца Фредерик Колин Мейтленд унаследовал титулы 14-го графа Лодердейла (Пэрство Шотландии), 15-го лорда Мейтленда из Тирлестейна (Пэрство Шотландии), 10-го баронета Мейтленда (Баронетство Новой Шотландии), 14-го лорда Тирлестейна и Болтона (Пэрство Шотландии), 14-го виконта Мейтленда (Пэрство Шотландии) и 14-го виконта Лодердейла (Пэрство Шотландии). Став преемником своего отца, он поселился в замке Тирлестейн около Лоудера в Шотландии.
Шотландский пэр-представитель в Палате лордов Великобритании в 1929—1931 годах. Он также занимал должности мирового судьи и заместителя лейтенанта в Берикшире.
В 1896 году он был избран членом Королевского фотографического общества, широко выставлял свои работы и писал о фотографии.

## Семья
16 апреля 1890 года на площади Св. Георгия на Ганновер-сквер, Вестминстер, Лондон, Фредерик Мейтленд женился на Гвендолин Люси Воан-Уильямс (? — 30 января 1929), младшей дочери судьи Роберта Воана-Уильямса и Сары Джейн Рид. У супругов родился один сын:
- Иэн Колин Мейтленд, 15-й граф Лодердейл (30 января 1891 — 17 февраля 1953), преемник отца[4][3].